# 森德灵门

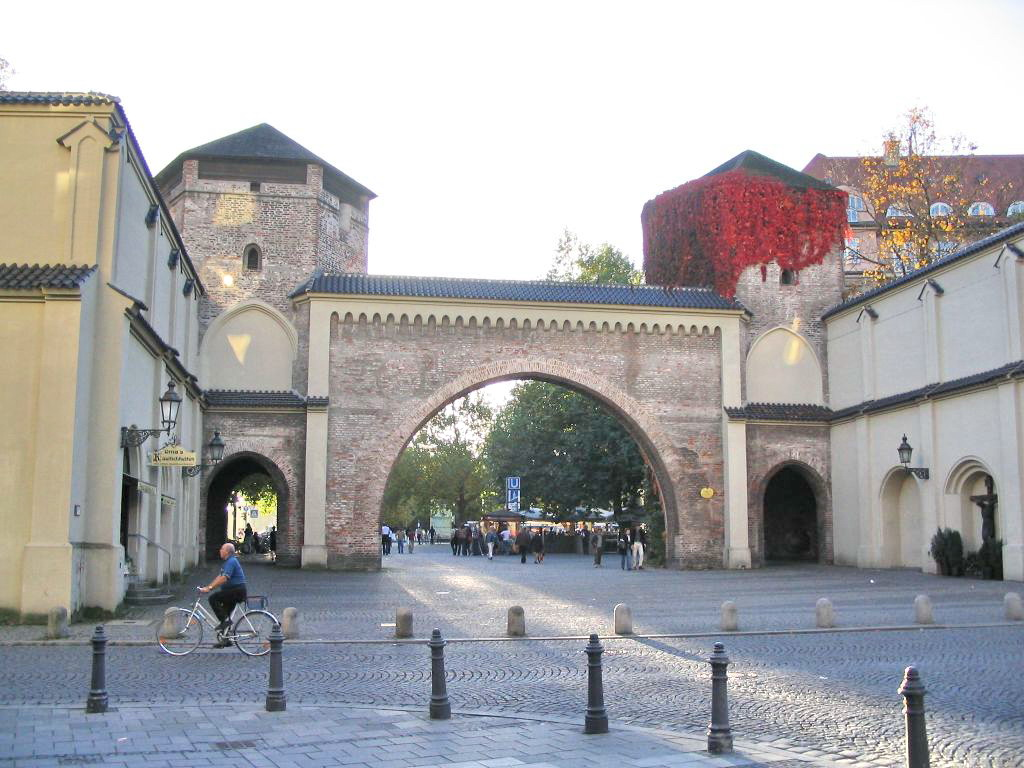
森德灵门

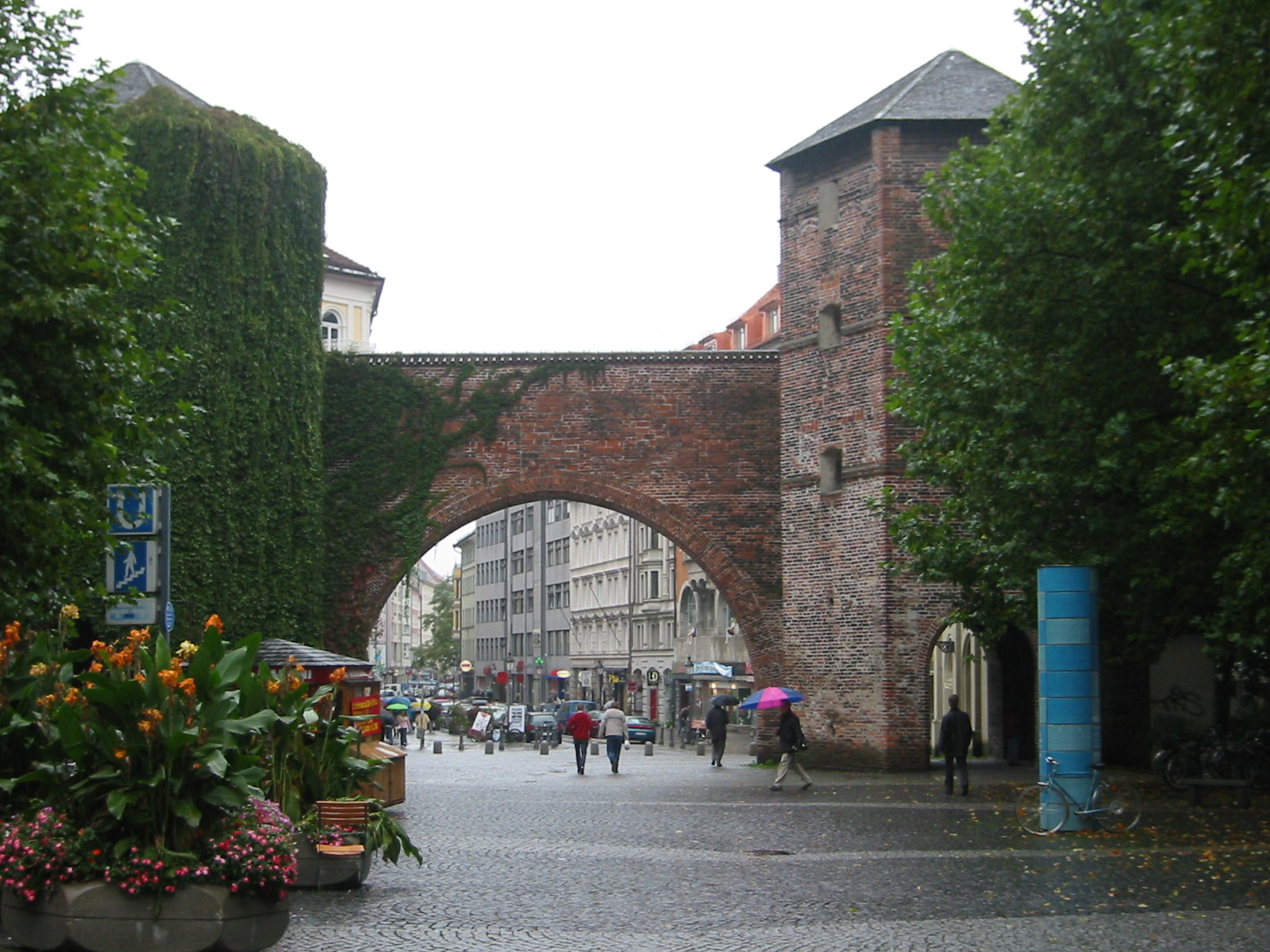
森德灵门

森德灵门（德语：Sendlinger Tor）是慕尼黑老城最南侧的一个城门，位于老城内南北向干道森德灵大街的南端，将老城与郊区分开。
从1285年至1337年，路易四世扩建慕尼黑，修筑了有四个城门的第二道城墙，森德灵门是其中的一个城门。1318年，森德灵门作为通往意大利道路的起点被第一次记载于文献中，但是可能较早已经存在。最初它仅有一个中央塔楼（当时典型的慕尼黑城门）。1420年，两侧增建了两个塔楼。
中央塔楼于1808年被拆毁。1860年，修复了剩下的两个中世纪侧塔和三个拱门。1906年，三个拱门改为一个大的拱门。
在第二次世界大战中，此门几乎没有损坏。
慕尼黑地铁设有森德灵门站。